# Itapajé Futebol Clube
O Itapajé Futebol Clube é um clube de futebol da cidade de Itapajé, no estado do Ceará. Seu mascote é o galo e suas cores tradicionais são azul, vermelho e branco. Atualmente encontra-se licenciado das competições promovidas pela FCF.

## História
O Itapajé foi fundado em 1º de janeiro de 1998 e disputou a segunda divisão do campeonato cearense de 1998 até 2000, quando sagrou-se campeão. Estreou na divisão de elite no ano de 2001, atingindo a terceira colocação neste ano. Esteve presente na Primeira Divisão também em 2002 (8º lugar); em 2003 (10º e último lugar). Desta forma, retornou para a divisão de acesso em 2004, 2005, 2006 e 2008.
Em  2006, o Itapajé fez ótima campanha terminando com vice-campeonato da Segundona Cearense. De volta a Primeira Divisão, o Itapajé decepcionou e terminou a competição na lanterna com apenas uma vitória em 18 jogos.
Em 2014, foi vice-campeão da terceira divisão cearense, perdendo a final para o então Atlético Cearense, mas conseguindo o acesso ao Cearense Segunda Divisão de 2015.
Já no ano de 2015, terminou na quarta colocação, mas por falta da documentação do Profut, poderia ter herdado a vaga do Tiradentes, pois a vaga deveria ser destinada ao terceiro colocado, Maracanã, que todavia acabou recusando a vaga. Entretanto, o Tiradentes conseguiu reverter a situação e pegou de volta a vaga para a elite cearense em 2016.
Quando tudo parece resolvido, surge mais uma esperança para o Galo Serrano: no dia 15 de janeiro de 2016, o Guarany de Sobral foi punido com a não-participação no Campeonato Cearense daquele ano por falsificação de documentos, abrindo mais uma vez a vaga para o Itapajé. Contudo, mais uma vez o time do Norte Cearense fica "a ver navios": 13 dias depois, o TJDF-CE manteve o time sobralense. O Itapajé até foi no STJD, mas não conseguiu e ficou de fora da disputa na elite daquele ano, tendo que jogar novamente a segundona.. Desde então, o Itapajé permanece licenciado das competições promovidas pela FCF

## Símbolos

### Mascote

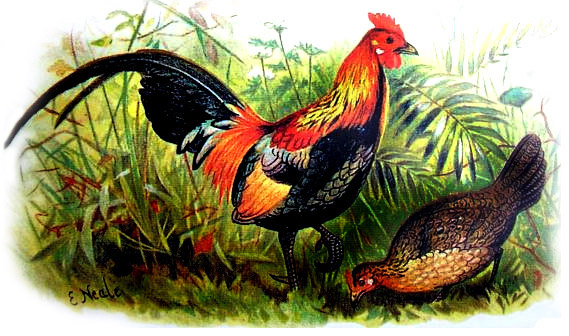
Galo, Mascote do Itapajé.

O Mascote do Itapajé é o Galo.

### Uniformes
As cores do uniforme do Itapajé, o Azul, e o Branco, sendo o 1º uniforme, é a camisa listrada verticalmente em azul e branco, com short azul e meiões listrados em azul e branco.
O 2º uniforme é composto por camisa branca com detalhes em azul, com short branco e meiões listrados em branco e azul.

### Torcidas uniformizadas
- Torcida Organizada Galoucos
- Força Jovem do Galo
- Diabos Rubros do Bairro Bela Vista (Extinta)

## Títulos

### Estaduais
- Campeonato Cearense da Segunda Divisão: 2000
- Vice-Campeonato Cearense da Segunda Divisão: 2006
- Campeão Invicto da II Copa Regional Vale do Acaraú e Curu: 2014

## Participações em campeonatos cearenses
- Primeira divisão:

2001, 2002, 2003 e 2007
- Segunda divisão:

1998, 1999, 2000 (campeão), 2004, 2005, 2006 (vice), 2008 e 2015 (acesso)
- Terceira divisão:

2009, 2010, 2011, 2014 (vice)

## Desempenho em competições

### Campeonato Cearense - 1ª divisão
| Ano  | Posição                    |
| 2001 | 3º                         |
| 2002 | 7º                         |
| 2003 | 10º (Lanterna e Rebaixado) |
| 2007 | 10º (Lanterna e Rebaixado) |

### Campeonato Cearense - 2ª divisão
| Ano  | Posição                         |
| 1998 | ?                               |
| 1999 | 4º                              |
| 2000 | (Campeão e Promovido)           |
| 2004 | 5º                              |
| 2005 | 7º                              |
| 2006 | 4º (Vice-Campeão e Promovido)   |
| 2008 | 9º (Vice-Lanterna e Rebaixado)¹ |
| 2015 | 4°                              |
| 2016 | 5º                              |

¹ O Itapajé perdeu 6 pontos.

### Campeonato Cearense - 3ª divisão
| Ano  | Posição                       |
| 2009 | 15º (Vice-Lanterna)           |
| 2010 | 9º                            |
| 2011 | 9º                            |
| 2012 | Não participou                |
| 2013 | Não participou                |
| 2014 | 2º (Vice-Campeão) e Promovido |